# Тейлор, Крис (борец)
Крис Тейлор (13 июня 1950, Доваджиак, Мичиган — 30 июня 1979, Стори-Сити, Айова) — американский борец греко-римского и вольного стиля, бронзовый призёр Олимпиады 1972 года в Мюнхене. Один из самых тяжёлых участников Олимпиад.

## Карьера
В 1972 году стал чемпионом Национальной ассоциации студенческого спорта. На Олимпиаде 1972 года участвовал сразу в двух соревнованиях. В греко-римской борьбе победил чеха Петра Кмента и уступил Вильфриду Дитриху. В соревнованиях по вольной борьбе занял 3 место, уступив советскому борцу Александру Медведю.
В 1974 году дебютировал в профессиональном рестлинге. В 1977 из-за проблем со здоровьем ушёл из спорта. Через два года умер от сердечного приступа.